# سرگی مارتینوف (کشتی‌گیر)
سرگی مارتینوف (انگلیسی: Sergey Martynov; ۳۰ آوریل ۱۹۷۱ – ۱۹۹۷) کشتی‌گیر اهل اتحاد جماهیر شوروی سوسیالیستی بود.